# Casa Josepa Bartra de Canela

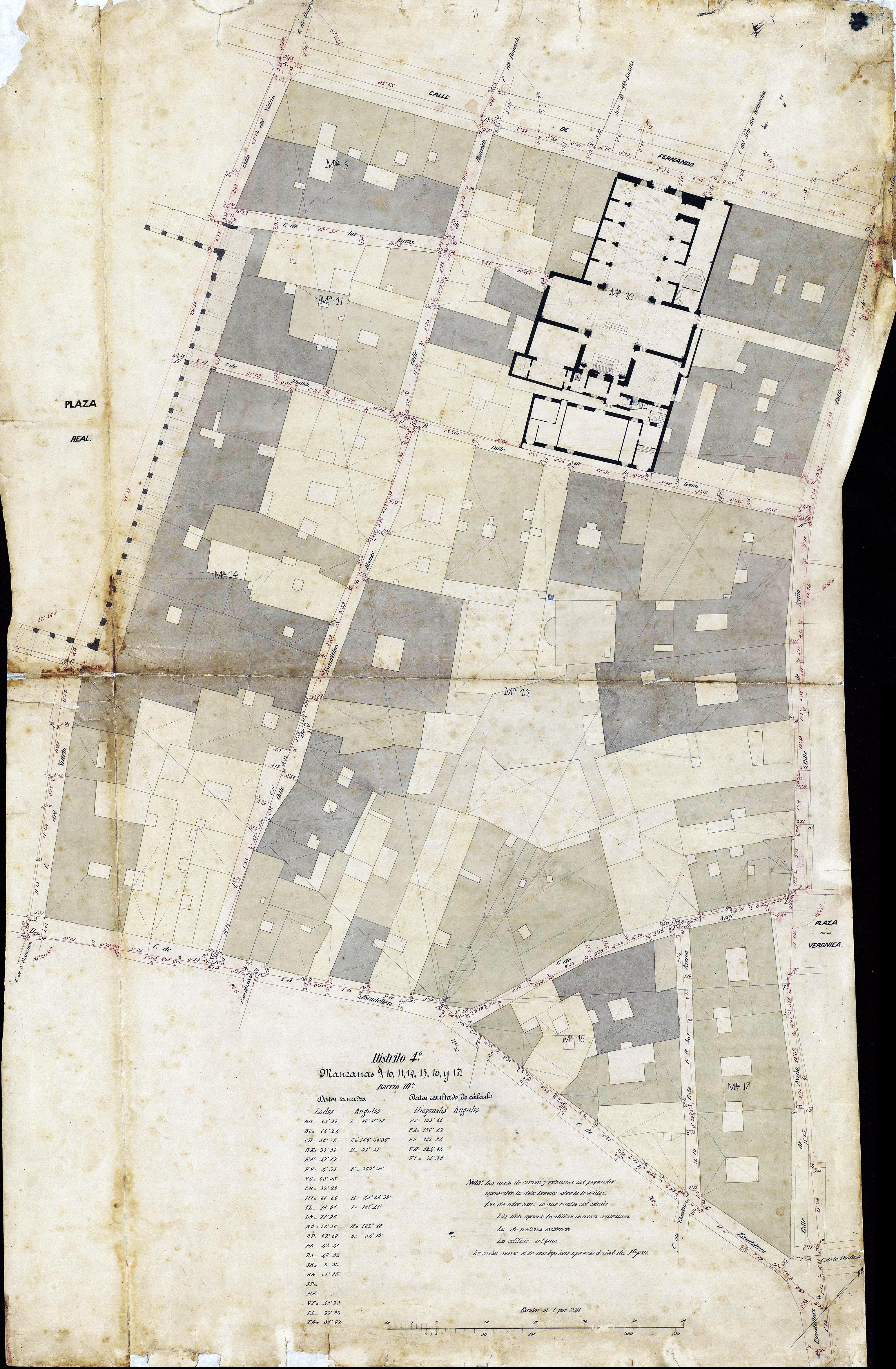
Quarteró núm. 117 de Garriga i Roca (c. 1860)

La casa Josepa Bartra de Canela és un edifici al carrer dels Escudellers Blancs, 3 bis de Barcelona, catalogat com a bé cultural d'interès local.

## Història

### El fabricant de blondes Magí Canela i la seva vídua Josepa Bartra
El 1835, el botiguer de sedes Magí Canela i Griñó, establert al carrer del Call, 1 (antic), va constituir la societat Canela i Roig amb un capital de 36.500 pessetes, de les quals 30.000 serien aportades per ell mateix i les altres 6.500 pel seu dependent Bonaventura Roig i Ranau. Aquest s'encarregaria de la botiga de sedes (24.360 pessetes), mentre que la fàbrica de blondes (12.140 pessetes) seria al carrer dels Escudellers Blancs, en una finca que havia pertangut als marquesos de Gironella i que Canela havia adquirit en emfiteusi a Manuel Gaietà d'Amat i de Peguera, marquès de Castellbell, que li va imposar un cens de 700 lliures anuals. Aquesta propietat constava d'una casa gran d'un pis i golfes amb un jardí annex i una altra més petita de tres pisos, coneguda antigament com a «casa del Cup». Segons la carta de pagament atorgada el 1836, en la reforma i condicionament van intervenir el mestre de cases Josep Domínguez, el fuster Joan Fuster i el serraller Joan Bardí.
Canela va morir el 1854, i per tal d'augmentar els escasos rèdits que donava la finca, la vídua Josepa Bartra va encarregar l'any següent a l'arquitecte Josep Fontserè i Domènech el projecte d'un nou edifici (núm. 3 bis), que ocuparia el solar de la casa gran. Aquell mateix any, va obtenir de Felipe de Martínez Davalillo l'establiment emfitèutic de la finca del carrer d'Avinyó, 20, i el 1855 va vendre'n una part de l'interior d'illa al terrisser Antoni Fita, propietari d'una finca veïna, i l'any següent, la resta, juntament amb una altra part de la del carrer dels Escudellers Blancs, al comerciant Miquel Clavé.

### Els comerciants Barretxeguren
El 1855, Valentín de Barretxeguren y Abasolo (1810-1883) i el seu nebot Manuel de Barretxeguren y Escarzaga (1829-1863), originaris de la vila alabesa d'Okondo (castellà: Oquendo), van constituir la raó social Barrecheguren Tío y Sobrino, dedicada al comerç de llanes i a la banca, i es van establir al carrer dels Escudellers Blancs, 3 (edifici vell), ocupant inicialment la meitat dels baixos, i el 1857, també a part dels baixos i del tercer pis de l'edifici nou (3 bis).
Tanmateix, Josepa Bartra i els seus fills Joan i Bartomeu no pogueren fer front als deutes derivats de les obres del nou edifici, i el 1859 el van vendre per 55.000 duros als Barretxeguren (que n'eren els principals llogaters i també prestadors) i al comerciant de Manresa Ramon Sala i Brugués. Els nous propietaris van realitzar-hi algunes reformes (com ara la construcció d'un magatzem de planta baixa i soterrani a la part posterior, així com unes ales als extrems del primer pis), i el 1861 el van dividir, quedant la meitat de l'esquerra per a Sala i la de la dreta per als Barretxeguren, segons els plànols traçats pel mestre d'obres Josep Fontserè i Mestre. Les obres anaren a càrrec del paleta Benet Carbonell, que cobrà 15.800 duros.
Poc després, Valentí i Manuel van renovar la seva societat per quatre anys més, i conjuntament amb Tomás, germà de Manuel, i el comerciant Francisco Alconada, van constituir la societat Barretxeguren, Alconada i Cia, dedicada a la correduria de teixits i que el 1867 era en concurs de creditors. A la mateixa època,  van constituir la societat Lafuente, Tato i Cia amb Juan Manuel de Lafuente, de Cuenca de Campos, i Ramon Tato, de Lugo, dedicada a la compravenda de gèneres i amb seu a Santiago de Compostela. El 1862, els Barretxeguren van constituir una societat comanditària amb el fabricant de Sabadell Joan Giralt i Saladrigas per a produir-hi teixits de llana i de mescla, la liquidació de la qual, dos anys més tard, va originar un litigi.
Manuel de Barretxeguren y Escarza va morir el 1863, i l'any següent, Valentí i el seu fill Manuel de Barretxeguren i Santaló (que seria el pare de Francesc de Barretxeguren i Montagut) van constituir la nova societat Barrecheguren Padre e Hijo. El 1865, i per a poder pagar l'herència dels fills menors del difunt, la propietat va sortir a subhasta per mandat judicial, essent adquirida per Ramon Sala, i l'any següent, els Barretxeguren es van traslladar a un altre indret.

### Altres negocis
Entre el 1879 i el 1929 hi hagué la redacció i impremta del diari El Diluvio, i posteriorment la impremta Borràs, fundada per Francesc Borràs i continuada per R. Bosch i Borràs. A principis del segle xx hi havia la lampisteria Closa Florensa, i el 1915, Enric Parellada, gerent de la Societat General de Telèfons, va demanar permís per a instal·lar dos motors elèctrics al taller de reparacions establert al local dret dels baixos, segons els plànols de l'enginyer Frederic Ballell.

## Descripció
Construït sobre una parcel·la trapezoidal, està per planta baixa i quatre pisos, amb set obertures per planta. Les dels baixos són d'arc rebaixat i consisteixen en portals i finestres que es combinen amb la porta d'accés. Els balcons tenen baranes de ferro forjat i llosanes de pedra, en disminució segons augmenta l'alçada. En el principal, hi ha dos balcons que comparteixen una barana correguda, mentre que els altres són individuals. En els restants pisos, tots són individuals i amb llosanes sustentades per un parell de mènsules. Recorrent de dalt a baix els cantons laterals de la façana, es troben unes pilastres d'ordre gegant amb fust estriat i capitell corinti, les quals sostenen una falsa cornisa. Damunt d'aquesta hi ha la darrera planta, precedint la cornisa definitiva, aguantada mitjançant permòdols. A la part central de la façana s'aprecien plafons rebaixats amb motllures.
L'accés s'efectua mitjançant un pati cobert amb claraboia, des del qual arrenca una escala de marbre amb balustres que mena al pis principal, amb total independència dels altres pisos. A la reixa d'una de les finestres hi ha la data 1856.